# North West England
Északnyugat-Anglia (angolul North West England) egyike Anglia régióinak. Közigazgatási székhelye Manchester és Liverpool.

## Közigazgatási felosztása
| Térkép                           | Ceremoniális megye (Ceremonial county) | Egységes hatóság (Unitary Authority, U.A.) | Nagyvárosi kerületek / Nem nagyvárosi kerületek (Metropolitan districts / non-metropolitan districts ) |
| -------------------------------- | -------------------------------------- | --- | --- |
|                                  | Cheshire                               | 1. Cheshire East U.A. | 1. Cheshire East U.A.                                                                                  |
| 2. Cheshire West és Chester U.A. | Cheshire                               | | |
| 3. Halton U.A.                   | Cheshire                               | | |
| 4. Warrington U.A.               | Cheshire                               | | |
| 5. Cumbria                       | 5. Cumbria                             | a) Barrow-in-Furness, b) South Lakeland, c) Copeland, d) Allerdale, e) Eden, f) Carlisle                                                                          | |
| 6. Nagy-Manchester *             | 6. Nagy-Manchester *                   | a) Bolton, b) Bury, c) Manchester, d) Oldham, e) Rochdale, f) Salford, g) Stockport, h) Tameside, i) Trafford, j) Wigan                                           | |
| Lancashire                       | 7. Lancashire †                        | a) West Lancashire, b) Chorley, c) South Ribble, d) Fylde, e) Preston, f) Wyre, g) Lancaster, h) Ribble Valley, i) Pendle, j) Burnley, k) Rossendale, l) Hyndburn | |
| Lancashire                       | 8. Blackpool U.A.                      | | |
| Lancashire                       | 9. Blackburn with Darwen U.A.          | | |
| 10. Merseyside *                 | 10. Merseyside *                       | a) Knowsley, b) Liverpool, c) St. Helens, d) Sefton, e) Wirral | |

*: nagyvárosi megye (metropolitan county).

## Főbb városok
- Manchester – 547 627 fő (2018)
- Liverpool – 513 441 fő (2016)
- Preston – 141 801 fő (2016)
- Blackpool – 139 305 fő (2018)
- Chester – 79 645 fő (2011)
- Lancaster – 52 234 fő (2011)

## Fordítás
Ez a szócikk részben vagy egészben  a   North West England című német Wikipédia-szócikk fordításán alapul.  Az eredeti cikk szerkesztőit annak laptörténete sorolja fel. Ez a jelzés csupán a megfogalmazás eredetét és a szerzői jogokat jelzi, nem szolgál a cikkben szereplő információk forrásmegjelöléseként.